# Sweden Rock Tribute
Sweden Rock Tribute skapades 2004 under namnet Battle of the tribute bands av programledaren Bosse Johander på radiostationen 106,7 Rockklassiker. Idén var att skapa en plattform för att ge svenska tributband möjligheten att nå en större publik. 
Den allra första delfinalen hölls på Lilla Mondo (Medborgarplatsen i Stockholm) i januari 2005 och vanns av U2-hyllarna W2, Efter en serie delfinaler som på grund av publiktrycket så småningom fick flyttas till Stora Mondo, hölls den stora finalen på Sweden Rock Festival i juni 2005. Vinnare blev Ozzy the Coverband. 
2006 hade delfinalerna flyttat till Nalen i Stockholm, Finalen hölls åter på Sweden Rock Festival och 2006 års inofficiella svenska mästare blev Queenhyllningsbandet Queer.
2007 års tävling bytte namn till Sweden Rock Tribute och finalen hölls traditionsenligt i juni på Sweden Rock Festival.

## Finalister 2005
- Vinnare: Ozzy the Coverband (Ozzy Osbourne)
- W2 (Wiecks Blå) (U2)
- Deepest Purple (Deep Purple)
- Ebba Gold (Ebba Grön)
- Hazy/Dizzy (AC/DC)
- Queer (Queen)

## Finalister 2006
- Vinnare: Queer (Queen)
- W2 (Wiecks Blå) (U2)
- Örjan Deep (Uriah Heep)
- David Harleyson Powertrio (ZZ Top)
- Alice Troopers (Alice Cooper)

## Finalister 2007
- Vinnare: Hazy/Dizzy (AC/DC)
- Accepted (Accept)
- Ebba Gold (Ebba Grön)
- David Harleyson Powertrio (ZZ Top)
- Hindenburg (Led Zeppelin)

## Finalister 2008
- Vinnare: Hindenburg (Led Zeppelin)
- Hazy/Dizzy (AC/DC)
- Iron Made'em (Iron Maiden)
- Accepted (Accept)
- The Soft Parade (The Doors)
- Defenders of the Faith (Judas Priest)
- Sabbath the Coverband (Black Sabbath)